# В густом лесу
«В густом лесу» (пол. W głębi lasu) — польский детективный мини-сериал, основанный на романе американского писателя Харлана Кобена «Чаща». Премьера сериала состоялась на Netflix 12 июня 2020 года. Это второй польский сериал, выпущенный для Netflix (первым был «1983»).

## В ролях
- Гжегож Даменцкий — Павел Копинский, прокурор, расследующий дело в 2019 году.
- Агнешка Гроховская — Лаура Голдштайн, девушка, бывшая в летнем лагере в 1994 году.
- Яцек Коман — Давид Голдштайн, отец Лауры.
- Цезары Пазура — Кшиштоф Дунай-Шафранский, журналист.
- Адам Ференцы — инспектор Любельский, полицейский, который расследовал дело в 1994 году.
- Пётр Гловацкий — Косинский, напарник инспектора, расследующий дело в 1994 году.
- Кшиштоф Стельмашик — Леон Ручай, университетский ректор, муж Лауры.
- Аркадиуш Якубик — инспектор Мацей Йорк

## Производство
Съёмки проходили в различных местах Мазовецкого воеводства, в том числе: в Варшаве, Скерневицах, Жирардове, а также в известном в Польше психиатрическом учреждении Szpital Tworkowski в Прушкове. Съёмочный период длился с сентября по ноябрь 2019 года.